# Šťastná dáma
Šťastná dáma (v anglickém originále Lucky Lady) je americký komediální dramatický film z roku 1975, který režíroval Stanley Donen a ve kterém hráli Liza Minnelli, Gene Hackman, Burt Reynolds a Robby Benson. Příběh se odehrává v roce 1930 během prohibice ve Spojených státech.

## Děj
Pozdní období prohibice. Claire (Minnelli), Američanka žijící v Tijuaně, chce po smrti manžela opustit jeho bar a vrátit se do USA. Její milenec Walker Ellis (Raynolds) jí pomáhá ukončit podnikání, včetně pašování poslední skupiny ilegálních přistěhovalců – plán však selže.
Walker je nucen obchodovat s alkoholem přes hranice a spojí se s Kibby Womackem (Hackman), kterého se předtím pokoušel propašovat. Místo pevniny využívají k přepravě plachetnici pod vedením nezkušeného Billyho Masona (Benson). Čelí dvěma hrozbám – pobřežní stráži kapitána Moseleyho a mafii, která chce ovládnout obchod. Mezitím Claire přesvědčí Walkera i Kibbyho, že jejich partnerství by mělo zahrnovat i vztah v ložnici.